# Chigny (Aisne)
Pour les articles homonymes, voir Chigny.
Chigny est une commune française située dans le département de l'Aisne en région Hauts-de-France.

## Géographie
Chigny est un petit village du nord de la France situé dans le département de l'Aisne (02) et dans la région naturelle de Thiérache.
Il se trouve à l'extrême nord-est du département, à trente-cinq kilomètres de la frontière de la France avec la Belgique (notamment à trente kilomètres de la ville frontalière française de Fourmies), en passant par La Capelle qui se trouve à quinze kilomètres à l'est du village.
La ville de Guise est à environ dix kilomètres à l'ouest de Chigny, ce qui fait que Chigny est à peu près à mi-chemin entre Guise et La Capelle, selon cet axe approximativement ouest-est, obliquant légèrement vers le nord.

### Communes limitrophes
| Lavaqueresse | Leschelle | Buironfosse  |
| Crupilly     | Chigny    | Englancourt  |
| Malzy        | Proisy    | Marly-Gomont |

### Hydrographie
La commune est située dans le bassin Seine-Normandie. Elle est drainée par l'Oise, le ruisseau du Brule, le cours d'eau 01 de la commune de Malzy, le cours d'eau 02 de la commune de Chigny, le fossé de la Forêt Communale de Chigny et divers bras de l'Oise,,.
L'Oise prend sa source en Belgique, à 309 mètres d'altitude, dans l'ancienne commune de Forges et se jette dans la Seine à 20 mètres d'altitude, au Pointil en rive droite et en aval du centre de Conflans-Sainte-Honorine dans le département des Yvelines. D'une longueur 341 kilomètres, elle est presque entièrement navigable et bordée de canaux sur 104 kilomètres.

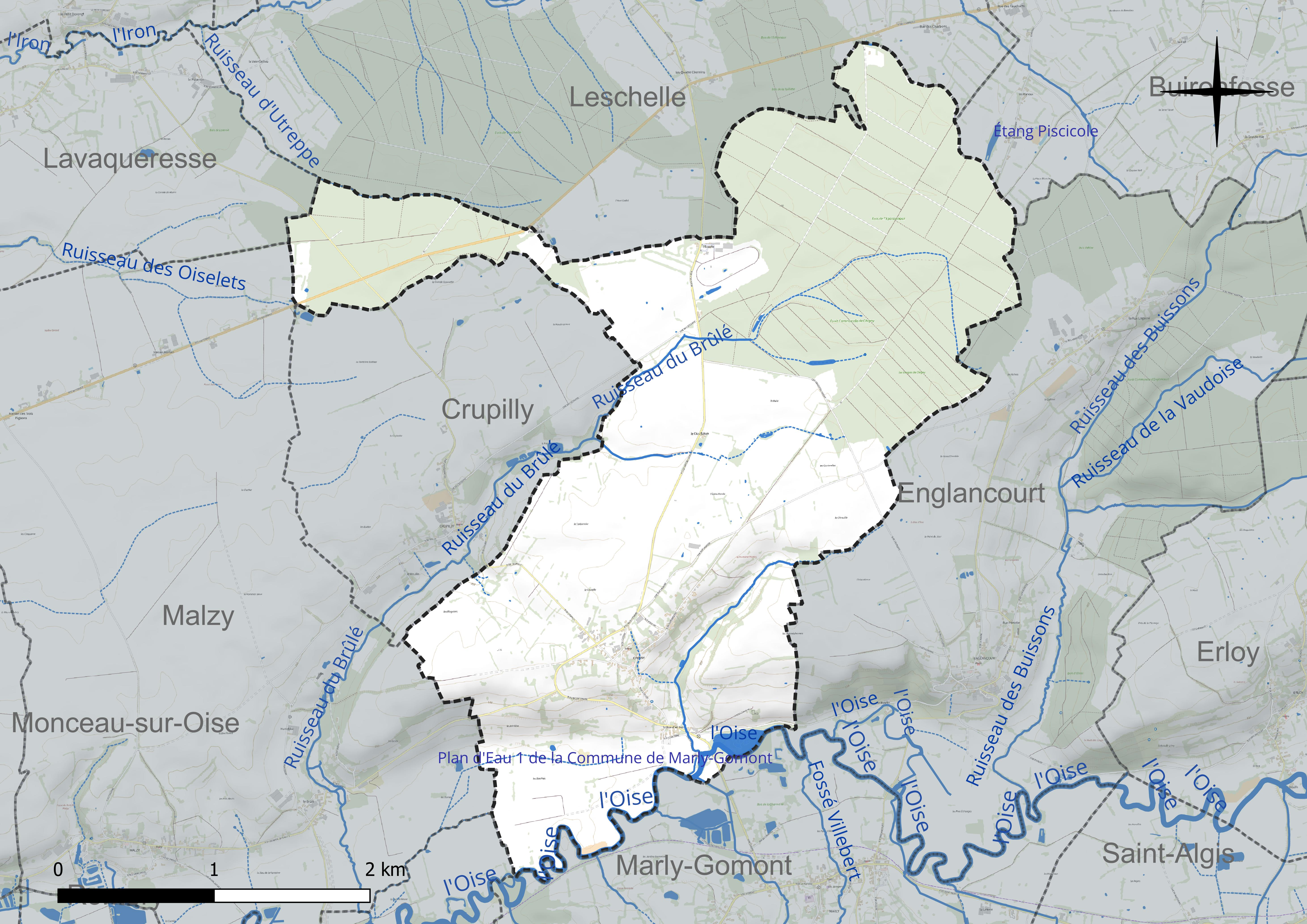
Réseau hydrographique de Chigny.

### Climat
Pour des articles plus généraux, voir Climat des Hauts-de-France et Climat de l'Aisne.
En 2010, le climat de la commune est de type climat des marges montargnardes, selon une étude du CNRS s'appuyant sur une série de données couvrant la période 1971-2000. En 2020, Météo-France publie une typologie des climats de la France métropolitaine dans laquelle la commune est exposée à un climat océanique altéré et est dans la région climatique Nord-est du bassin Parisien, caractérisée par un ensoleillement médiocre, une pluviométrie moyenne régulièrement répartie au cours de l'année et un hiver froid (3 °C).
Pour la période 1971-2000, la température annuelle moyenne est de 10 °C, avec  une amplitude thermique annuelle de 14,8 °C. Le cumul annuel moyen de précipitations est de 851 mm, avec 13 jours de précipitations en janvier et 9,7 jours en juillet. Pour la période 1991-2020 la température moyenne annuelle observée sur la station météorologique la plus proche, située sur la commune de Fontaine-lès-Vervins à 12 km à vol d'oiseau, est de 10,5 °C et le cumul annuel moyen de précipitations est de 826,3 mm,. Pour l'avenir, les paramètres climatiques de la commune estimés pour 2050 selon différents scénarios d'émission de gaz à effet de serre sont consultables sur un site dédié publié par Météo-France en novembre 2022.

## Urbanisme

### Typologie
Au 1er janvier 2024, Chigny est catégorisée commune rurale à habitat dispersé, selon la nouvelle grille communale de densité à 7 niveaux définie par l'Insee en 2022.
Elle est située hors unité urbaine et hors attraction des villes,.

### Occupation des sols
L'occupation des sols de la commune, telle qu'elle ressort de la base de données européenne d'occupation biophysique des sols Corine Land Cover (CLC), est marquée par l'importance des territoires agricoles (60,6 % en 2018), une proportion identique à celle de 1990 (60,6 %). La répartition détaillée en 2018 est la suivante : 
prairies (36,4 %), forêts (35,9 %), terres arables (24 %), zones urbanisées (3,6 %), zones agricoles hétérogènes (0,2 %).
L'évolution de l'occupation des sols de la commune et de ses infrastructures peut être observée sur les différentes représentations cartographiques du territoire : la carte de Cassini (XVIIIe siècle), la carte d'état-major (1820-1866) et les cartes ou photos aériennes de l'IGN pour la période actuelle (1950 à aujourd'hui).

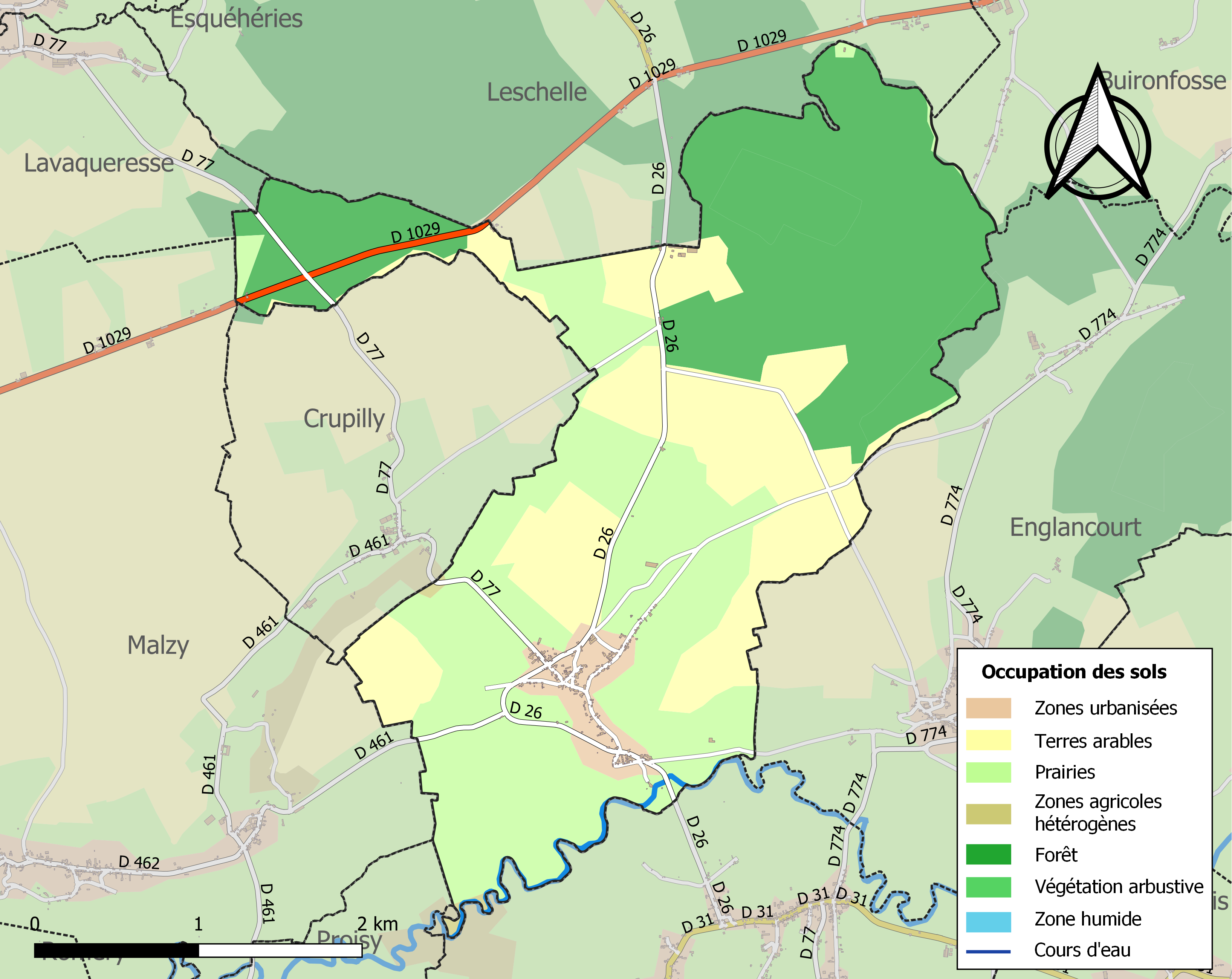
Carte des infrastructures et de l'occupation des sols de la commune en 2018 (CLC).

## Toponymie
Le nom de la localité est attesté sous les formes Cisnis (1333) ; Chinis (1335) ; Chisnis (1344) ; terroir de Cinis (1349) ; Cigny (1532) ; Cignys (1533) ; Chiny (1561) ; Chinie (1586) ; Chigni-sur-Oise (1669).

## Histoire
Le 6 novembre 1918, le 115e bataillon de chasseurs à pied a délivré le village.

## Politique et administration

### Découpage territorial
La commune de Chigny est membre de la communauté de communes Thiérache Sambre et Oise, un établissement public de coopération intercommunale (EPCI) à fiscalité propre créé le 1er janvier 2017 dont le siège est à Guise. Ce dernier est par ailleurs membre d'autres groupements intercommunaux.
Sur le plan administratif, elle est rattachée à l'arrondissement de Vervins, au département de l'Aisne et à la région Hauts-de-France. Sur le plan électoral, elle dépend du  canton de Guise pour l'élection des conseillers départementaux, depuis le redécoupage cantonal de 2014 entré en vigueur en 2015, et de la troisième circonscription de l'Aisne  pour les élections législatives, depuis le dernier découpage électoral de 2010.

### Administration municipale
| Période                                  | Période                       | Identité           | Étiquette | Qualité                                                      |
| ---------------------------------------- | ----------------------------- | ------------------ | --------- | ------------------------------------------------------------ |
| Les données manquantes sont à compléter. |                               |                    |           |                                                              |
| avant 1875                               | 1877                          | Désiré Floquet     |           |                                                              |
| 1956                                     | juin 1975                     | Maurice Alexandre  |           |                                                              |
| 1941                                     | juin 1956                     | Paul Carpentier    | SE        | Herbager                                                     |
| 1975                                     | juin 1995                     | Simon Lescail      |           |                                                              |
| juin 1995                                | mars 2001                     | Hubert Camus       |           |                                                              |
| mars 2001                                | mars 2008                     | Jean-Claude Camus  |           |                                                              |
| mars 2008                                | avril 2014                    | Henri Coquelle     |           |                                                              |
| avril 2014                               | En cours (au 12 juillet 2020) | Christine Watremez | RN        | Salariée du secteur médical Réélue pour le mandat 2020-2026, |

.

## Démographie

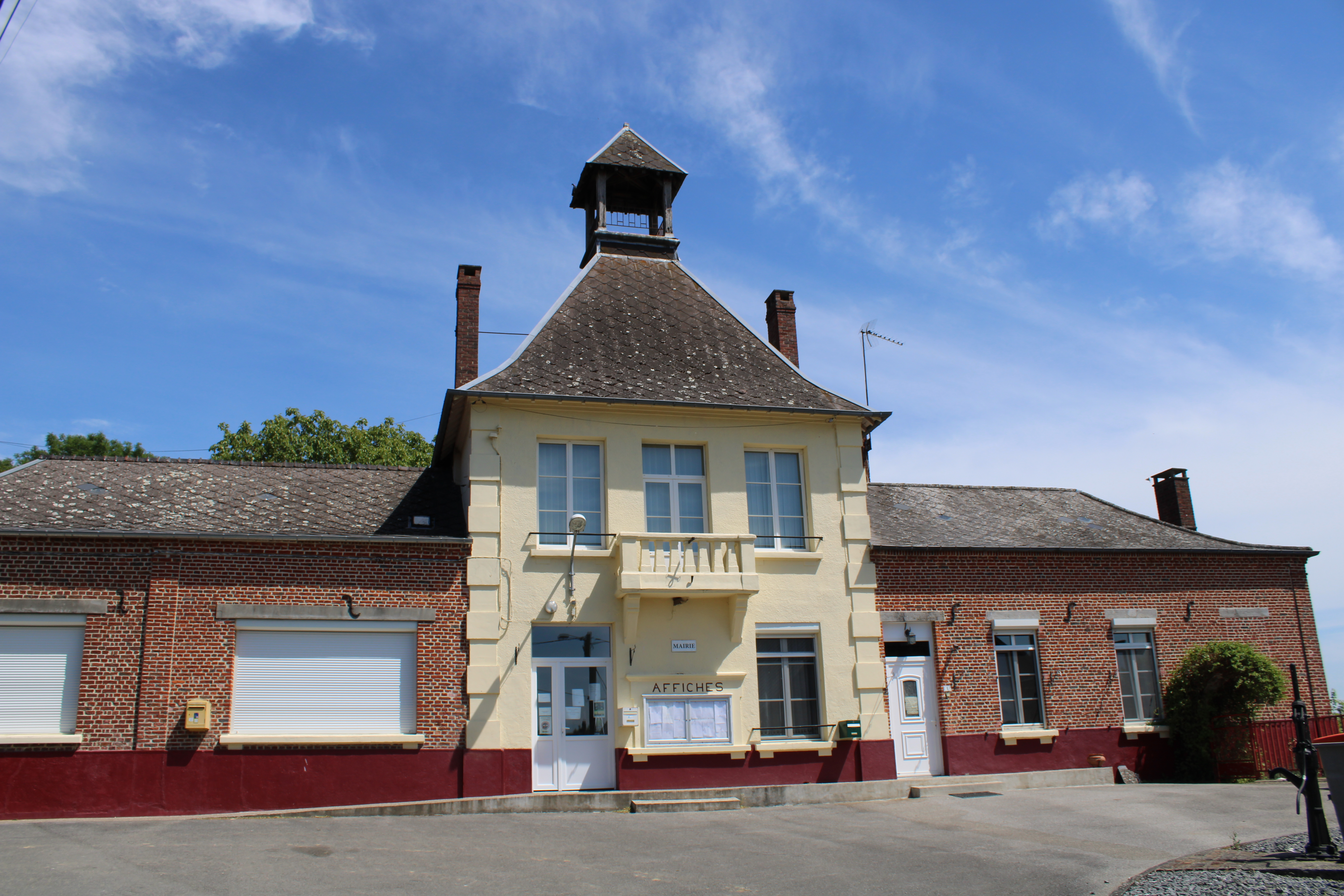
La mairie.

L'évolution du nombre d'habitants est connue à travers les recensements de la population effectués dans la commune depuis 1793. Pour les communes de moins de 10 000 habitants, une enquête de recensement portant sur toute la population est réalisée tous les cinq ans, les populations de référence des années intermédiaires étant quant à elles estimées par interpolation ou extrapolation. Pour la commune, le premier recensement exhaustif entrant dans le cadre du nouveau dispositif a été réalisé en 2006.

En 2022, la commune comptait 141 habitants, en évolution de −6 % par rapport à 2016 (Aisne : −1,97 %, France hors Mayotte : +2,11 %).
| 1793 | 1800 | 1806 | 1821 | 1831 | 1836 | 1841 | 1846 | 1851 |
| ---- | ---- | ---- | ---- | ---- | ---- | ---- | ---- | ---- |
| 608  | 572  | 634  | 623  | 666  | 704  | 679  | 649  | 628  |

| 1856 | 1861 | 1866 | 1872 | 1876 | 1881 | 1886 | 1891 | 1896 |
| ---- | ---- | ---- | ---- | ---- | ---- | ---- | ---- | ---- |
| 590  | 584  | 600  | 583  | 545  | 542  | 506  | 481  | 433  |

| 1901 | 1906 | 1911 | 1921 | 1926 | 1931 | 1936 | 1946 | 1954 |
| ---- | ---- | ---- | ---- | ---- | ---- | ---- | ---- | ---- |
| 359  | 363  | 359  | 306  | 327  | 334  | 337  | 317  | 292  |

| 1962 | 1968 | 1975 | 1982 | 1990 | 1999 | 2006 | 2011 | 2016 |
| ---- | ---- | ---- | ---- | ---- | ---- | ---- | ---- | ---- |
| 282  | 234  | 216  | 161  | 175  | 161  | 173  | 146  | 150  |

| 2021 | 2022 | - | - | - | - | - | - | - |
| ---- | ---- | - | - | - | - | - | - | - |
| 143  | 141  | - | - | - | - | - | - | - |

## Culture locale et patrimoine

### Lieux et monuments
- Église Saint-Quentin de Chigny.
- Vestiges de l'ancienne église qui font office de porte d'entrée du cimetière communal. Les fonts baptismaux et certains reliefs de cette ancienne église ont été apportés dans la nouvelle église construite à l'emplacement de l'ancien château du village.
- Chapelle en pierre bleue.
- Calvaire.
- Ancien lavoir.
- Fromageries.
- Kiosque à musique.

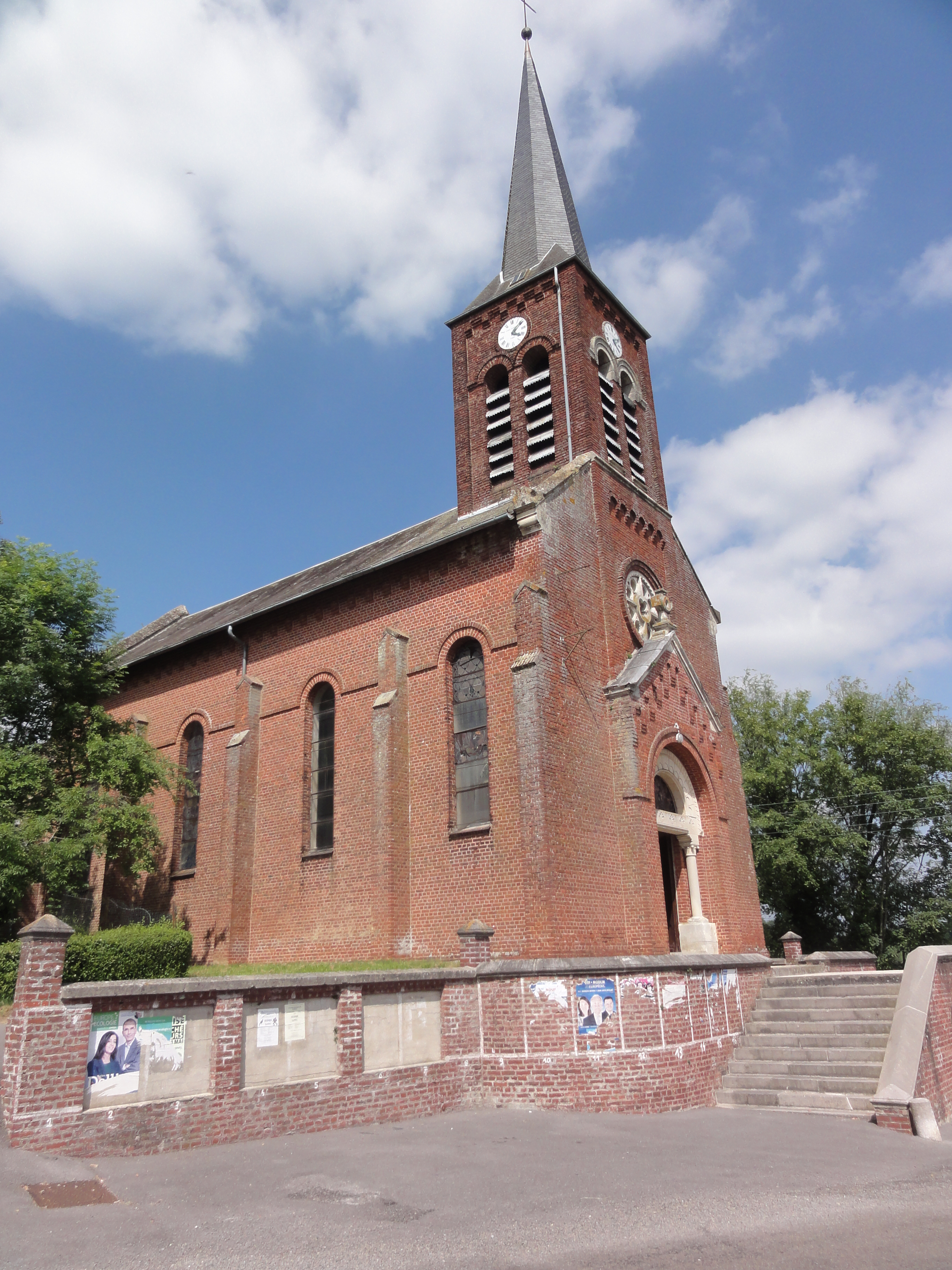
Église Saint-Quentin.
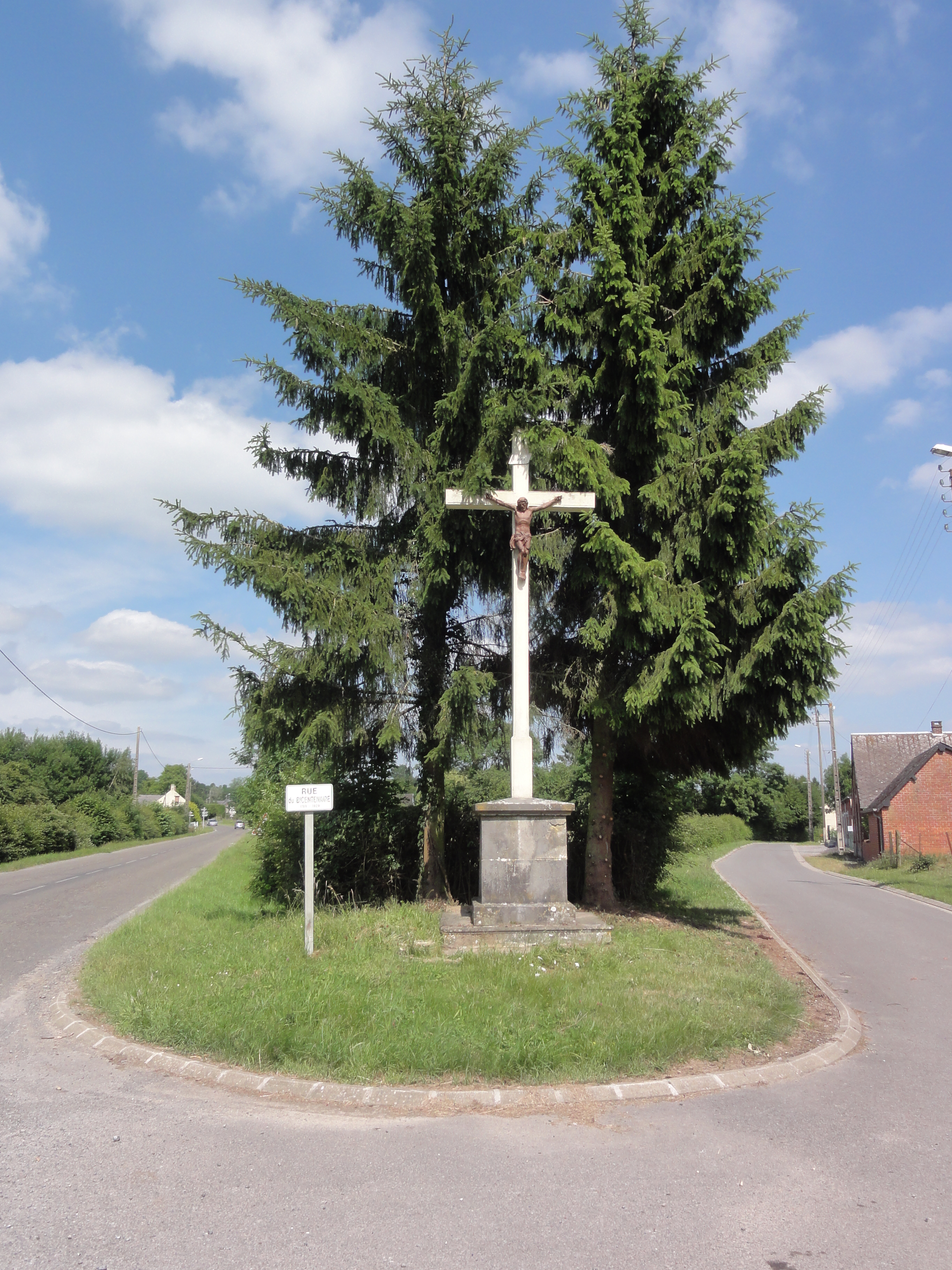
Calvaire.
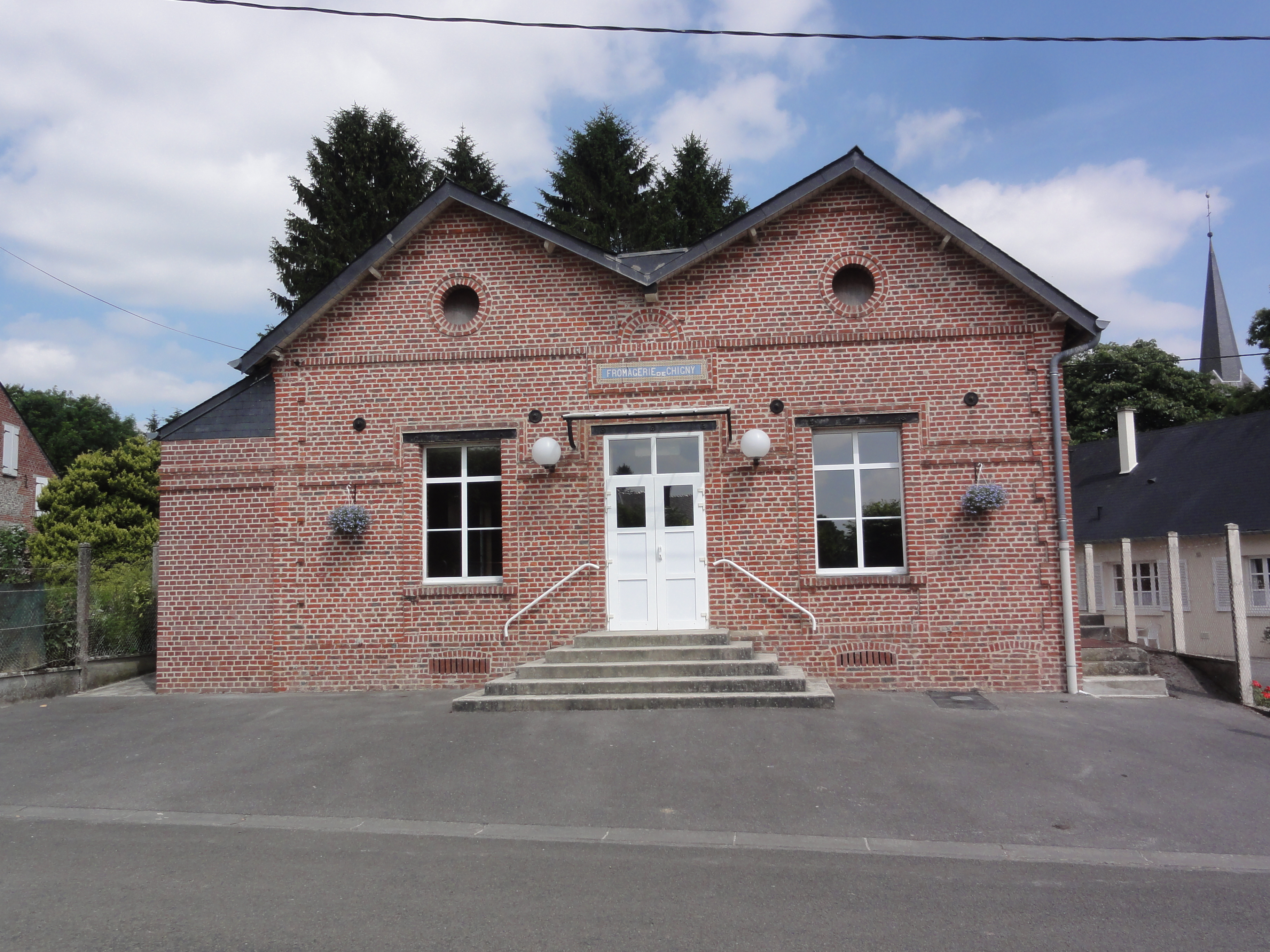
Fromagerie.
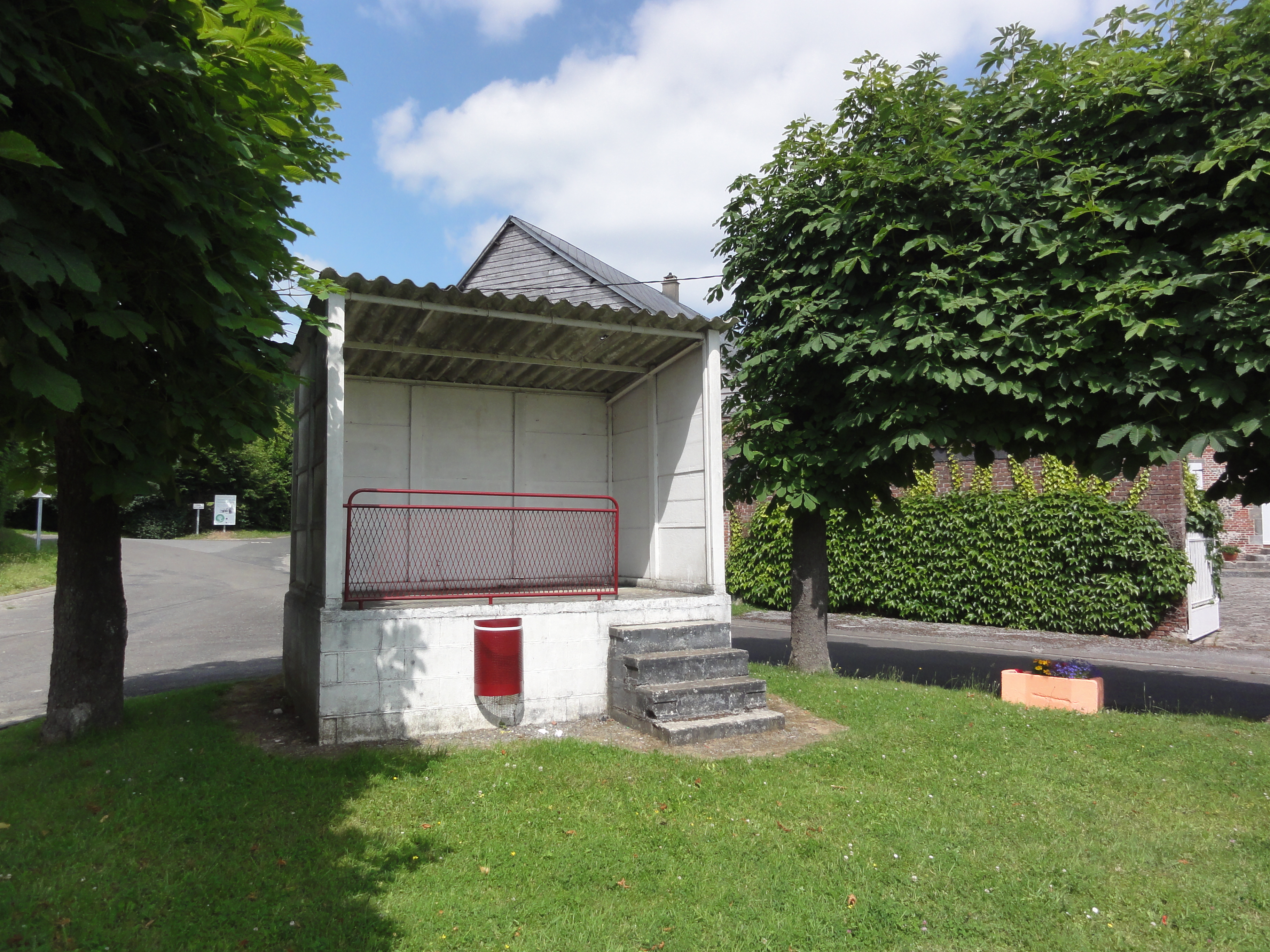
Kiosque à musique.
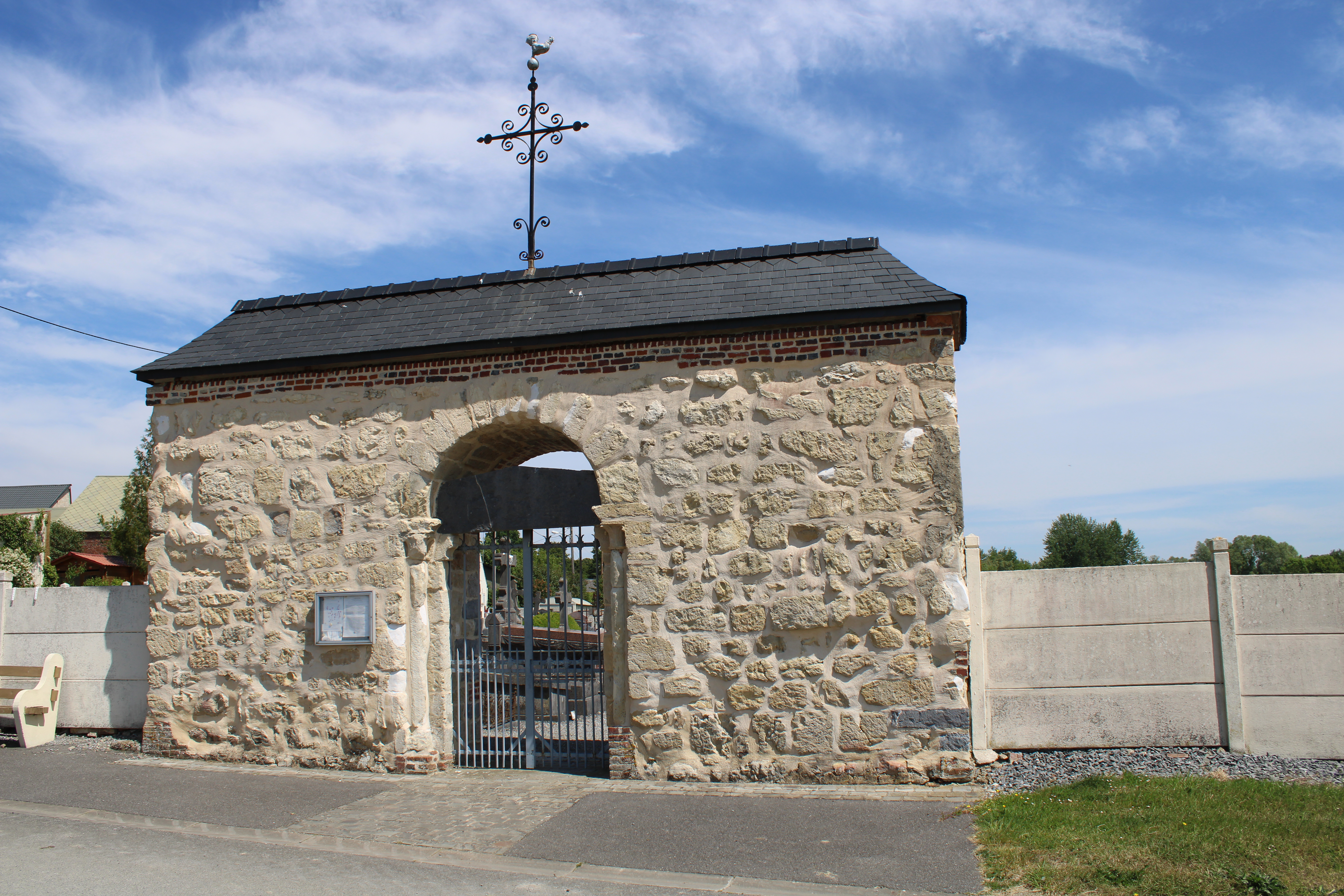
Le portail du cimetière.

### Héraldique
| Blason de Chigny | Blason  | De sinople au cygne essorant d'argent, becqué et membré de gueules, accompagné en pointe d'une jumelle alésée ondée d'argent. |
| Blason de Chigny | Détails | Le statut officiel du blason reste à déterminer.                                                                              |

## Pour approfondir